# Jamileh Alamolhoda
Jamileh-Sadat Alamolhoda (en persa: جمیله‌سادات علم‌الهدی‎; Mashhad, Jorasán Razaví, 1965), normalmente conocida como Jamileh Alamolhoda (en persa: جمیله علم‌الهدی‎), es una escritora, erudita y conferenciante iraní. Tiene un doctorado en educación por la Universidad Tarbiat Modares y es profesora asociada en la Facultad de Ciencias de la Educación y Psicología de la Universidad Shahid Beheshti.

## Biografía
Nació en 1965 en Mashhad, en la provincia de Jorasán Razaví situada en el noreste del país, fronteriza con Afganistán. En 2001 recibió su doctorado en el campo de la filosofía de la educación en la Universidad Tarbiat Modares. Se convirtió en miembro de la facultad del Departamento de Liderazgo y Desarrollo Educativo de la Facultad de Ciencias de la Educación y Psicología de la Universidad Shahid Beheshti y ahora es profesora asociada. Imparte cursos como filosofía de la educación superior, antropología en el Islam, métodos de enseñanza, fundamentos teóricos de la gestión educativa, escuelas filosóficas y puntos de vista educativos en el curso de doctorado de la Universidad Shahid Beheshti.
Fue la directora del Instituto de Investigación en Humanidades. Fundó el Instituto de Estudios Fundamentales de Ciencia y Tecnología de la Universidad Shahid Beheshti en 2013 y actualmente (2023) es su directora. Este instituto de investigación tiene la tarea de presentar modelos de política científica y tecnológica basados en la comprensión y evaluación de los aspectos epistemológicos y sociales de la ciencia y la tecnología.
En marzo de 2020 fue nombrada secretaria del Consejo para la Transformación y Renovación del Sistema Educativo del País por el Consejo Supremo de la Revolución Cultural. En mayo de 2023 fue nombrada miembro de la junta ejecutiva para el reclutamiento de profesores en la Universidad de Teherán.

## Vida personal
Es la hija mayor de Ahmad Alamolhoda, líder de la Yumu'ah (oración del viernes) en Mashhad, miembro de la Asamblea de los Expertos y representante del líder supremo en la provincia de Jorasán Razaví.
En 1983, a la edad de 18 años, se casó con Ebrahim Raisi, presidente de la República Islámica de Irán desde el 5 de agosto de 2021. La pareja tiene dos hijas, una de las cuales tiene un doctorado en sociología por la Universidad de Teherán y la otra tiene una licenciatura en Física por la Universidad Tecnológica de Sharif.
El 19 de mayo de 2024 su esposo, Ebrahim Raisi, murió en un accidente de helicóptero cerca de la localidad de Julfa, en la frontera con Azerbaiyán.